# Thomas Danielsen
Thomas Nolsøe Danielsen, född 24 juni 1983 i Fjerritslev, Danmark är en politiker (Venstre). Han är Danmarks transportminister sedan 15 december 2022.

## Biografi
Danielsen har tidigare suttit i kommunfullmäktige för Holstebro kommun, där han blev invald första gången 2005 och satt fram till 2013. Han valdes in i Folketinget 2011 för Struerkretsen (Struer och Lemvig kommun), Vestjyllands storkrets.
Danielsen fick sin parlamentariska immunitet upphävd av folketinget 2015 så att han kunde åttalas för trafikbrott. Han blev 2021 riddare av Dannebrogorden.

## Privatliv
Danielsen flyttade 1995 till Haslev och 2000 flytta til Holstebro. Han är ursprungligen utbildad till lastbilsmekaniker (2004), men tog 2009 examen som bankrådgivare. Fram till att han blev invald i folketinget 2011 arbetade han som rådgivare vid Sparekassen Holstebro. Han är gift med advokat Marie Dam Danielsen.

## Utmärkelser
- Riddare av Dannebrogorden,  2021[4]
- Kommendör av Dannebrogorden,  15 december 2024[5]

[Redigera Wikidata]